# The Prisoners
The Prisoners waren eine britische Rockband.

## Geschichte
In den frühen 1980er-Jahren fanden sich Graham Day (Gitarre), Johnny Symons (Schlagzeug), Allan Crockford (Bass) und James Taylor (Orgel) zu den Prisoners zusammen. Obwohl das erste große Mod-Revival in England gerade am Abebben war, orientierten sich The Prisoners musikalisch in den (psychedelischen) Sixties (Small Faces, Hendrix, Garage Rock, Hammond-Sound), verbanden aber deren Harmonien mit der Ruppigkeit des Punk.
Die eingängigen Melodien des überaus talentierten Day fanden eine wachsende Zuhörerschaft auch außerhalb von Indie- und Mod-Szene. 1986 löste sich die Band kurz vor einem möglichen Durchbruch wegen Differenzen über die musikalische Ausrichtung auf.
Danach wuchs der Kult um The Prisoners ins Unermessliche und plötzlich beriefen sich erfolgreiche Bands wie Happy Mondays, Inspiral Carpets, The Charlatans oder Kula Shaker auf das gesplittete Vorbild. Daraufhin taten sich The Prisoners noch mehrmals zu Reunion-Konzerten zusammen, u. a. 1994, 1997 und 2003.
Die Mitglieder von The Prisoners blieben bis heute musikalisch aktiv. James Taylor erlangte mit seinem nach ihm benannten Quartett in der Folge großen kommerziellen Erfolg mit seichtem Acid Jazz. Graham Day verfolgte konsequent seinen eingeschlagenen musikalischen Weg in zwar kommerziell erfolglosen, jedoch immer von einer treuen Anhängerschaft beachteten Bands wie Thee Mighty Caesars, The Buff Medways (beide mit Billy Childish), Planet, Prime Movers oder The Solarflares. Bassist Allan Crockford spielt inzwischen Gitarre bei der Punkband The Stabilisers. Schlagzeuger Johnny Symons macht inzwischen keine Musik mehr.

## Diskografie

### Alben
- 1982: A Taste of Pink
- 1983: TheWiserMiserDemelza
- 1985: Revenge of the Prisoners
- 1985: The Last Fourfathers
- 1985: The Last Night at the M.I.C. (live, Rückseite The Milkshakes)
- 1986: In From the Cold
- 1988: Rare and Unissued
- 2004: Hurricane, The Best of the Prisoners

### Singles
- 1983: Hurricane
- 1986: Whenever I’m Gone
- 1997: Shine on Me